# Североатлантически клюномуцунест кит
Североатлантическият клюномуцунест кит още клюномуцунест кит на Соверби (Mesoplodon bidens) е вид бозайник от семейство Hyperoodontidae.

## Разпространение и местообитание
Този вид е разпространен в Белгия, Великобритания, Германия, Гибралтар, Дания, Ирландия, Исландия, Испания, Канада, Нидерландия, Норвегия, Португалия, САЩ, Франция и Швеция.
Обитава крайбрежията на океани, морета и заливи в райони с умерен климат.

## Описание
На дължина достигат до 5 m, а теглото им е около 3400 kg.